# The Ground Beneath Her Feet
The Ground Beneath Her Feet – ballada rockowa irlandzkiej grupy U2, stworzona dla filmu The Million Dollar Hotel, wydana na jego soundtracku. Została ona nagrana z udziałem producenta Daniela Lanoisa, grającego na elektrycznej gitarze hawajskiej. Na ścieżce dźwiękowej została zamieszczona jednak inna wersja utworu. Informacje o piosence, jako jej autora podają Salmana Rushdiego, ponieważ tekst utworu pochodzi z jego książki The Ground Beneath Her Feet.

## Kompozycja
Bono wpadł na pomysł stworzenia piosenki po przeczytaniu fragmentu powieści Rushdiego. W The Ground Beneath Her Feet fikcyjna postać, Ormus Cama, pisze teksty wyrażające żal po śmierci jego ukochanej, Viny Apsary. U2 wykorzystał te teksty niemal słowo w słowo, pomijając jednak fragment: „She was my ground, my favorite sound, my country road, my city street, my sky above, my only love, and the ground beneath my feet”.
Rushide stwierdził, że jest zaszczycony tym, iż zespół wykorzystał fragment właśnie jego książki w swojej piosence.

## Promocja i wydawnictwa
Początkowo planowano, iż „The Ground Beneath Her Feet” zostanie wydany jako singel. Wytwórnia Interscope zadecydowała jednak, że piosenka ostatecznie nie ukaże się jako singel. Spowodowane było to zbliżającą się premierą nowego albumu U2, All That You Can’t Leave Behind. Wydawcy nie chceli łączyć pochodzącego z soundtracku utworu ze świeżymi piosenkami z nowej płyty. „The Ground Beneath Her Feet” została w zamian za to wydana jako promocyjny singel na potrzeby mediów, jednak była rzadko grana na antenach radiowych i telewizyjnych. Po ukazaniu się ścieżki dźwiękowej The Million Dollar Hotel, zespół miał nadzieję, że piosenka zostanie dołączona do innych utworów na albumie All That You Can’t Leave Behind. Skończyło się jednak umieszczeniem jej, jako utworu bonusowego na brytyjskich, australijskich i japońskich wydaniach płyty.